# Marc Laferrière
Marc Laferrière est un musicien de jazz français, né le 15 janvier 1935 dans le 15e arrondissement de Paris.

## Biographie
Il commence par jouer du cornet à 14 ans dans l'orchestre de son collège.
À 16 ans, intéressé par le jazz, il passe du cornet au saxophone alto, puis très rapidement au saxophone soprano par admiration pour Sidney Bechet.
Il forme son premier orchestre au lycée Pothier d'Orléans.
Arrivé à Paris pour poursuivre ses études universitaires, il fréquente les clubs de jazz de Saint-Germain-des-Près et se lie avec plusieurs musiciens. Il joue dans l'orchestre de Michel Cathebra, avant de créer sa propre formation, les New Orleans Feetwarmers, qui se produit au Caveau de la Huchette, en alternance avec l'orchestre de Maxim Saury.
En octobre 1957, Marc Laferrière devient l'orchestre-résident du Slow Club, un nouveau club de jazz parisien, qui ne tarde pas à connaître le succès. La collaboration durera quinze ans.
Entre-temps, le saxophoniste commence à enregistrer des disques. En 1958, il grave son premier enregistrement pour Pacific.
À partir de 1975, et pendant trois ans, Il anime musicalement l'émission dominicale « Bon appétit » sur la première chaîne de télévision. Il participe également pendant trois étés aux tournées du Podium d'Europe 1, qui sillonnent toute la France.
En 1980, il fonde le Marc Laferrière Sextet, puis le Transatlantic Swing Band en 1984 et le Marc Laferrière Quintet en 1995.

## Récompenses
- Grand prix de l'Académie du jazz 1984